# Havana Brown
Angelique Meunier, född 14 februari 1985 i Melbourne, mer känd som Havana Brown, är en australisk sångerska, DJ, musikproducent, låtskrivare och dansare.

## Karriär

### Tidiga åren
Havana Brown hade först ett skivkontrakt i Storbritannien men hennes band upplöstes innan de kunde släppa sin första singel och hon började då istället som DJ. Efter att ha börjat med små konserter runt om i Melbourne fick hon ett skivkontrakt i Australien och började göra samlingsalbum.
Det första samlingsalbumet gavs ut den 1 november 2008 och hon har sedan dess gett ut en serie samlingsalbum betitlad Crave. Dessa skivor innehåller hitlåtar av kända artister som Havana Brown har mixat.

### 2011 och framåt
Hon slog igenom med sin debutsingel "We Run the Night" som gavs ut den 29 april 2011 och framförs tillsammans med den amerikanska sångaren Pitbull. Låten blev en hit inte bara i Australien och Nya Zeeland, utan även i ett flertal länder i både Europa och Nordamerika. På den amerikanska listan Hot Dance Club Songs nådde den första plats. Låten gav henne nomineringar vid ARIA Music Awards både år 2011 och 2012 för "årets genombrott", "bäst säljande singel" och "bästa dance-låt". Den 9 september samma år gav hon ut sin andra singel "Get It". Den 17 juli 2012 gav hon ut sin debut-EP med titeln When the Lights Go Out innehållande fem låtar. Skivan låg tolv veckor på den australiska albumlistan och nådde som bäst sextonde plats. Samtidigt kom en ny singel, "You'll Be Mine", som framförs med R3hab, en marockansk-nederländsk DJ. Låten "Big Banana" från EP-skivan gavs ut som singel den 4 december samma år. Även denna låt nådde första plats på Hot Dance Club Songs-listan. En låt med titeln "City of Darkness" gavs också ut som promosingel år 2012, inför släppet av When the Lights Go Out, men finns inte med på skivan.
Browns första studioalbum Flashing Lights gavs ut den 11 oktober 2013 och debuterade på sjätte plats på ARIA Albums Chart. På albumet medverkar artister som RedOne, R3hab, Cassie Davis, Snob Scrilla och Afrojack. Flashing Lights innehöll nya låtar men också de tidigare släppta låtarna "We Run the Night", "Big Banana" och "You'll Be Mine". Ledsingeln "Flashing Lights" släpptes den 23 augusti 2013 och nådde plats 68 på ARIA Singles Chart. I USA blev låten Browns tredje låt att nå första plats på Hot Dance Club Songs-listan. En andra singel från albumet, "Warrior", släpptes den 27 september 2013, och nådde plats 11 på ARIA Singles Chart. 
I oktober 2013 påbörjade Brown en turné kallad Oz Tour med 12 föreställningar i Australien (Sydney (2), Toorak, Melbourne och Brisbane), Kanada (Edmonton) och USA (Atlantic City (2), Miami Beach (2), Santa Clara och Uncasville). Turnén började den 26 oktober 2013 i Sydney och avslutades i Brisbane den 1 januari 2014.
Den 27 mars 2014 släppte Brown singeln "Whatever We Want", som nådde plats 35 på ARIA Singles Chart. Hennes nästa singel "Better Not Said" släpptes den 9 september 2014 och nådde plats 79 på samma lista. I januari 2015 släppte hon singeln "No Ordinary Love", som är en dance-version av Sades låt med samma namn. Den 24 juli 2015 släppte hon sigeln "Battle Cry".
Under 2018 släppte Brown den hiphop-influerade singeln "Glimpse" (med Rich the Kid). 2019 släppte hon singlarna "Cookie" och "All Day", där den senare har pop- och R&B-influenser. 

## Förband
I oktober 2008 var hon förband åt Rihanna under hennes konserter i Australien. I maj 2009 var hon förband åt The Pussycat Dolls under deras konserter i Australien. Hon var förband åt Britney Spears under hennes turné i Europa år 2009 och även i Australien då turnén fortsatte där i november samma år. I april 2011 var hon förband åt Chris Brown under hans konserter i Australien. I augusti 2012 var hon förband åt Pitbulls konserter i Australien tillsammans med Timomatic och Taio Cruz.

## Diskografi

### Studioalbum
- 2013 - Flashing Lights

### EP-skivor
- 2012 – When the Lights Go Out

### Singlar
- 2011 – "We Run the Night" (med Pitbull)
- 2011 – "Get It"
- 2012 – "City of Darkness" (promo)
- 2012 – "You'll Be Mine" (med R3hab)
- 2012 – "Big Banana" (med R3hab & Prophet of 7Lions)
- 2013 - "Spread a Little Love"
- 2013 - "Flashing Lights"
- 2013 - "Warrior"
- 2014 - "Whatever We Want"
- 2014 - "Better Not Said"
- 2015 - "No Ordinary Love" (vs. Walden)
- 2015 - "Bullet Blowz" (med Kranic)
- 2015 - "Battle Cry" (med Bebe Rexha & Savi)
- 2015 - "Ba*Bing"
- 2016 - "Like Lightning" (med Dawin)
- 2018 - "Glimpse" (med Rich the Kid)
- 2019 - "Cookie" (med Veronica Vega)
- 2019 - "All Day"

### Samlingsalbum
- 2008 – Crave
- 2009 – Crave, Vol. 2
- 2009 – Crave, Vol. 3
- 2010 – Crave, Vol. 4
- 2010 – Crave, Vol. 5
- 2011 – Crave, Vol. 6
- 2012 – Crave: The Club Edition
- 2012 – Crave, Vol. 7
- 2013 - Crave: The Club Edition Vol. 2
- 2013 - Crave, Vol. 8
- 2014 - Crave: The Club Edition Vol. 3
- 2014 - Club Mix
- 2015 - Club Mix - Best Mega Hits
- 2015 - Crave Vol. 10: The Diamond Edition
- 2016 - Club Mix (Super Hyper Hits)

Innehåller låtar av andra artister.